# اسلحه، میکروب و فولاد
اسلحه، میکروب و فولاد: سرنوشت جوامع انسانی کتابی است نوشته جارد دایموند، استاد جغرافیا و فیزیولوژی در دانشگاه کالیفرنیا، لس آنجلس. در سال ۱۹۹۸ این کتاب موفق به کسب جایزه پولیتزر و جایزه اونتیس (Aventis) برای بهترین کتاب علمی شد. یک مستند تلویزیونی بر اساس این کتاب تولید شده و توسط انجمن جغرافیای ملی در ماه ژوئیه سال ۲۰۰۵ از شبکه پی‌بی‌اس پخش شد.
این کتاب همچنین تحت عنوان اسلحه، میکروب و فولاد: تاریخی جامع از همه در ۱۳۰۰۰ سال گذشته منتشر شده‌است.

## فصل‌بندی
این کتاب پس از پیش‌درآمد شامل چهار فصل با عناوین «از عدن تا کاخامارکا»، «پیدایش و گسترش تولید خوراک»، «از خوراک تا سلاح، میکروب و فولاد» و «دور دنیا در پنج فصل» و «آینده تاریخ بشر به منزله علم» است.

## خلاصه
کتاب تلاشی است برای توضیح اینکه چرا تمدن‌های اوراسیا (به همراه شمال آفریقا) موفق به تسخیر یا مقاومت در برابر دیگر تمدن‌ها شده‌اند، و در عین حال تلاش در رد اعتقادی می‌کند که سلطه اورآسیا را به برتری اروپایی‌ها و آسیایی‌ها از لحاظ اخلاقی، ذاتی، ژنتیکی، فکری یا حتی فرهنگی نسبت می‌دهد. دایموند استدلال می‌کند که شکاف در قدرت و فناوری بین جوامع انسانی ریشه در تفاوت‌های زیست‌محیطی دارد، تفاوت‌هایی که حلقه بازخورد مثبت آن‌ها را تقویت می‌کند (به این معنا که برتری محیطی باعث پیشرفت تکنولوژی می‌شود و برتری تکنولوژی باعث پیشرفت‌های بیشتری می‌شوند که در جای خود پیشرفت بیشتری به دنبال می‌آورد). در مواردی که تفاوت‌های فرهنگی یا ژنتیکی به نفع اورآسیایی‌ها عمل کرده‌است (به عنوان مثال دولت متمرکز در چین، یا مقاومت ژنتیکی در برابر بسیاری بیماری‌ها در میان اورآسیایی‌ها)، این مزیت‌ها تنها به دلیل تأثیرات جغرافیایی به وجود آمده‌اند و در ژن اروپایی و آسیایی ریشه ندارند.
دایموند اشاره می‌کند که تقریباً تمام دستاوردهای بشری (علمی، هنری، معماری، سیاسی و غیره) در قاره اورآسیا رخ داده‌است. مردم قاره‌های دیگر (جنوب صحرای آفریقا، بومیان آمریکا، بومیان استرالیا و گینه نو و ساکنین اصلی مناطق گرمسیری آسیای جنوب شرقی) به‌طور گسترده‌ای مغلوب و جابه‌جا شده‌اند و در برخی موارد فوق‌العاده — اشاره به بومیان آمریکا، بومیان استرالیا و بومیان خوآسان جنوب آفریقا — عمدتاً از بین رفته‌اند. دلیل اولیه این سلطه اوراسیایی‌ها برتری‌های نظامی و سیاسی آن‌ها می‌باشد که خود ناشی از پیدایش زودهنگام کشاورزی در میان این اقوام پس از آخرین عصر یخ بوده‌است. دایموند در این کتاب دلایلی برای توضیح چنین توزیع نامتناسبی از قدرت و دست‌آوردها پیشنهاد می‌کند.
عنوان کتاب اشاره‌ای است به طرقی که به وسیله آن‌ها اروپایی‌ها علی‌رغم تعداد نفرات کمتر ملت‌های دیگر را مغلوب کرده و سلطهٔ خود را حفظ کرده‌اند—سلاح‌های برتر مستقیماً منجر به برتری نظامی می‌شوند (اسلحه)؛ بیماری‌های اروپایی و آسیایی جمعیت‌های بومی را تضعیف کرده و کاهش داده، باعث می‌شوند اعمال کنترل بر آن‌ها راحت‌تر شود (میکروب) و دولت متمرکز ناسیونالیسم را ترویج داده و بستری برای سازمان‌های قدرتمند نظامی به وجود می‌آورد (فولاد). کتاب از عوامل جغرافیایی استفاده می‌کند تا نشان دهد که چگونه اروپایی‌ها چنین تکنولوژی برتر نظامی‌ای تولید کرده‌اند و چرا بیماری‌هایی که اروپایی‌ها و آسیایی‌ها نسبت به آن‌ها از حدی مصونیت برخوردار بودند جمعیت‌های بومی آمریکا را ویران کردند. اوراسیا پس از آخرین عصر یخ در حدود سال‌های ۱۳٬۰۰۰–۱۵٬۰۰۰ شانس برخورداری از ویژگی‌های مطلوب جغرافیایی، اقلیمی و زیست‌محیطی را دارا بوده‌است.
دایموند دو مزیت زیست‌محیطی اوراسیا را دلایل اصلی توسعه زودهنگام کشاورزی در این منطقه در قیاس با سایر مناطق می‌داند. بعد از آخرین عصر یخ، با اختلاف زیادی، بهترین بذرهای وحشی و حیوانات رام شدنی تقریباً بزرگ (مانند بز، سگ یا بزرگتر) در طبیعت اوراسیا یافت می‌شد. این امر مناسب‌ترین مواد اولیه را اختیار مبتکران اروپایی و آسیایی کشاورزی و به خصوص اهالی «آسیای جنوب غربی» (تقریباً بین‌النهرین و ترکیه) گذاشته بود. برتری در حیوانات رام‌شدنی عامل پراهمیت‌تربود زیرا که مناطق دیگر حداکثر دو و اغلب هیچ حیوان دیگری در اختیار ساکنان خود نمی‌گذاشتند. مزیت دیگر اوراسیا در این است که محور شرقی-غربی آن یک منطقه بسیار وسیع با عرض جغرافیایی مشابه و در نتیجه آب و هوای متشابه تشکیل می‌دهد. در نتیجه، برای مردم اورآسیا به مراتب ساده‌تر بود که شروع به استفاده از گیاهان و حیواناتی کنند که از قبل در سایر نقاط اوراسیا اهلی شده بودند. در مقابل، محور شمالی-جنوبی آمریکا و تا حدی آفریقا به دلیل تنوع گسترده در آب و هوا مانع از گسترش اهلی کردن گیاهان و حیوانات در سراسر این قاره شد. حیواناتی و غلاتی که در مرکز آفریقا یا آمریکا قابل پرورش هستند با جنوب این قاره‌ها بسیار متفاوت است.
از بذرهای وحشی قابل کشت، سرخپوستان ذرت را داشتند، اما این غله بر خلاف غلات اوراسیا مواد مغذی اندکی فراهم می‌کند و از آن مهم‌تر، می‌بایست یکی یکی کاشته شود — کاری بسیار خسته‌کننده. لازم است ذکر شود که بعد از آنکه به عنوان مثال در تمدن می‌سی‌سی‌پی در حدود سال ۱۰۰۰ م میزان کشاورزی به حدی رسید که محصول مازاد تولید شد، آن‌ها زیستگاه‌های متراکم و تخصصی‌تری ساختند. اورآسیایی‌ها گندم و جو در اختیار داشتند، که سرشار از فیبر و مواد مغذی است و می‌تواند به راحتی با دست و به مقدار فراوان بذر افشانی شود. اورآسیایی‌ها از زمان‌های بسیار قبل تر مازاد عظیمی از مواد غذایی تولید می‌کردند که این امکان رشد جمعیت نمایی را به آن تمدن‌ها می‌داد. چنین رشدی منجر به تشکیل نیروی کاری بزرگتر و مخترعان، صنعتگران و امثالهم شد. به علاوه غلات (که در اورآسیا یافت می‌شده‌است) می‌توانست بر عکس محصولات گرمسیری همچون موز برای طولانی مدت ذخیره شود.
در حالی که سرزمین‌های جنوب صحرای آفریقا عمدتاً از پستانداران وحشی برخوردار بوده‌اند، اورآسیا بر حسب شانس بیشترین حیوانات بزرگ سربزیر (رام شدنی) را در سرتاسر جهان در اختیار دارد: اسب و شتر که می‌توانند به راحتی برای حمل و نقل بشر مهار می‌شوند، بز و گوسفند برای پوست، پوشاک، و پنیر؛ گاو برای شیر و ورزا برای خیش زدن زمین و حمل و نقل و حیوانات خوش‌خیم مانند خوک‌ها و مرغ برای خوردن. آفریقایی‌ها، بر حسب تصادف جغرافیایی، با شیر، پلنگ و امثالهم طرف بوده‌اند. دایموند اشاره می‌کند که تنها جانورانی مفید برای استفاده بشر در گینه نو در واقع از شرق آسیا آمده‌اند. اینها حدود ۵٬۰۰۰–۴٬۰۰۰ سال پیش و هنگام گسترش استرانیزی به گینه نو وارد شده‌اند.

### تاریخ مدرن
با اینکه موضوع اصلی کتاب این نیست، در آخر کتاب دایموند اجمالاً به بررسی این نکته می‌پردازد که چرا قدرت‌های مسلط در ۵۰۰ سال گذشته ساکنین غرب اروپا و نه آسیا (به ویژه شرق آسیا و چین) بوده‌اند. در مورد جنوب غرب آسیا دایموند جواب سؤال را واضح می‌داند: استفاده طولانی مدت و گاه بیش از اندازه، اغلب مناطق جنوب غرب آسیا را بسیار خشک و غیرقابل کشت کرده بود و جنگل‌زدایی و دیگر فاجعه‌های زیست‌محیطی از این مراکز اولیه تمدن صحراهای کم‌آب و علفی ساخته بود که نمی‌توانستند به راحتی با سرزمین‌های حاصل‌خیز اروپا رقابت کنند. در مورد مناطق شرق آسیا، دایموند حدس می‌زند است که ویژگی‌های جغرافیایی این سرزمین‌ها باعث تشکیل امپراتوری بزرگ، با ثبات و جدا افتاده‌ای شد که هیچ فشار خارجی قابل توجهی آن را تهدید نمی‌کرده‌است. این امر باعث تمرکز بیش از حد تصمیم‌گیری شده و نوعی خودکامگی بی‌رقابت را ایجاد کرده‌است که خود بعد از مدتی منجر به ایستایی جامعه و در مواردی (مانند اختراع اسلحه و کشتی‌های اقیانوس پیما) سرکوب تکنولوژی از سوی حاکمان شده‌است. در اروپا وجود موانع طبیعی زیاد (مانند کوه‌های عظیم و خلیج‌ها) منجر به ایجاد دول ملی محلی رقیب شد. این رقابت کشورهای اروپایی را (با اینکه مانند چین توسط حاکمان خودکامه کنترل می‌شدند) تشویق به نوآوری کرد و از رکود فناوری جلوگیری شد.

## ترجمه
این کتاب در مدت کوتاهی به ۲۵ زبان ترجمه شده‌است. در ایران نیز توسط حسن مرتضوی به فارسی برگردانده و در نشر بازتاب نگار منتشر شده‌است.